# Frank Silva
Frank Silva (Sacramento, 31 oktober 1950 – Seattle, 13 september 1995) was een Amerikaans filmmedewerker en soms ook acteur. Hij was van indiaanse en Portugese afkomst. Zijn optreden voor de camera bleef beperkt tot de televisieserie Twin Peaks en de prequel Twin Peaks: Fire Walk with Me, waarin hij te zien was als de kwaadaardige entiteit Bob. 

## Biografie
Silva was een decorateur van filmsets en onder meer betrokken bij Wild at Heart en Dune. Terwijl hij werkte op de set van Twin Peaks, werd hij per ongeluk op een spiegel gefilmd. Regisseur David Lynch kwam hierdoor op de idee om de langharige en grijzige Silva te gebruiken voor de rol van Bob, een angstaanjagende en bezitterige demon. Bob heeft verschillende inwoners van het stadje Twin Peaks in zijn macht. Silva speelde deze rol in elf afleveringen van de serie en de daaropvolgende prequel Twin Peaks: Fire Walk with Me.
De acteercarrière van Silva kreeg geen vervolg. Enkele jaren na Twin Peaks bleek dat hij aan aids leed. Hij overleed op 44-jarige leeftijd aan de gevolgen van een hartaanval.

## Trivia
- Silva was te zien in de videoclip van het nummer Only van Anthrax. In de clip van Soundgardens Black Hole Sun was een op Bob gelijkend personage te zien, dat echter niet door Silva gespeeld werd.